# Eusebio Coterillo
Eusebio Coterillo y Alonso (Guarnizo, El Astillero, 19 de marzo de 1889 - Santander, 29 de abril de 1975) fue un arquitecto naval y naviero con doble nacionalidad, española y cubana. Coterillo fue el artífice de la transición al transporte marítimo internacional de la Marina Mercante Cubana.

## Biografía
Desde muy temprana edad, la tradición familiar vinculada a la mar (marinos, prácticos del puerto o armadores), despertó en él su vocación por las actividades marítimas. Bajo la tutela de su tío Julián Alonso, experimentado marino y naviero, emigró a Cuba a principios del siglo XX. Inició su travesía profesional en la naviera «Julián Alonso S. en C.» donde adquirió una sólida experiencia que compaginó con sus estudios de arquitectura naval.

### Empresa Naviera de Cuba
Eusebio Coterillo se incorporó a la “Empresa Naviera de Cuba” (ENC) en 1916, tras la absorción de la naviera “Julián Alonso S. en C.”. En la ENC desarrolló una exitosa carrera profesional y llegó a ser sucesivamente: inspector técnico en 1916, inspector general en 1922, director general en 1938 y presidente al año siguiente.  
Su primera iniciativa fue la de transformar el sistema de combustión de carbón de los buques cubanos a petróleo, cuando este régimen aún era mundialmente muy limitado. Realizó estudios sobre la mejor adaptación de los buques a los mares y tráficos caribeños, logrando imponer su conocimiento técnico, plasmado en el vapor “Camagüey”, el más adecuado de los buques cubanos para el servicio de cabotaje, que proyectó, delineó y construyó bajo su dirección en Hull, Inglaterra (1931). Posteriormente  se rebautizó como “María Rosa” en 1955.
En este aspecto de las construcciones navales, la capacidad técnica de Coterillo hizo posible, en muy breve plazo de tiempo y con escasos recursos, convertir viejos cascos en buques con la más alta clasificación del “American Bureau of Shipping”. Así resurgieron el “Santiago de Cuba”, el “Manzanillo”, el “Habana” o el “Cuba”, que tanto contribuyeron al abastecimiento de la población isleña durante los años de escasez de la Segunda Guerra Mundial.
Su afán porque Cuba tuviera su propia marina mercante le llevó a sobrepasar la actividad tradicional de cabotaje y ampliar el radio de acción con nuevas rutas. Nadie mejor que él para dar ese paso, pues conjugaba sólidos conocimientos de la mecánica del buque con las técnicas de navegación, la administración y la de tráfico, así como una posición de liderazgo en la ENC. Al comienzo de la Segunda Guerra Mundial estableció nuevos servicios marítimos de travesía en el Caribe y por la costa Norteamericana, que posibilitaron la exportación de productos cubanos (azúcar, tabaco y otros) bajo el pabellón de la estrella solitaria, rompiendo el bloqueo que la guerra imponía.
Al terminar el conflicto bélico, Eusebio Coterillo reclamó un nuevo marco regulatorio para la Marina Mercante Cubana, además de una reconversión del sector para garantizar su competitividad. Esto implicaba reemplazar los buques pequeños por los barcos grandes que estaban por llegar, cerrar instalaciones y ajustar las plantillas laborales. 
Coterillo cifraba sus esperanzas en los barcos grandes, los "Bahía". Pero el Gobierno de la República no atendió a sus planteamientos, lo que llevó a la Empresa Naviera de Cuba a la paralización de los buques pequeños y la suspensión de las operaciones. El resultado fue la intervención gubernamental el 4 de julio de 1950. Al cabo de tres años y medio vino a darle la razón porque el Estado tuvo que amarrar los barcos pequeños tras cuantiosas pérdidas ($1,023,436.02), lo que supuso el cierre de la compañía en 1956.

### Sociedades e instituciones
Formó parte de la Junta Directiva de la Cámara de Comercio de la República de Cuba (CCRC) como Vocal desde enero de 1928. Posteriormente, en octubre de 1934, fue elegido Presidente de la Sección de Navegación de la Cámara de Comercio, puesto que ocupó ininterrumpidamente durante casi veinte años, cesando del cargo por su propia voluntad en marzo de 1954. Así mismo, participó como experto en las diferentes Comisiones y Encomiendas en atención a los intereses navieros y de la economía general de la Cámara.
Fundó la “Cuba Naviera Line, Inc.”, consignataria de buques en New York, siendo el accionista mayoritario y presidente.
Como propietario mayoritario en tres aseguradoras:«La Alianza», «La Metropolitana» y «Sociedad Panamericana de Seguros S.A.», fue miembro del Consejo de Directores de sendas compañías de seguros.
Fue Socio Titular del Instituto Cultural Cubano-Norteamericano (U.S.-Cuba Cultural Institute), institución estadounidense establecida en La Habana en 1943, cuyo propósito era estrechar los lazos académicos entre ambos países.
Durante años fue dirigente del Miramar Yacht Club (MYC) desempeñando el cargo de Comodoro, donde se integró en algunos de sus diferentes comités, como la Comisión de Hacienda y Presupuestos desde donde promovió la construcción de su nuevo edificio. Perteneció a otros clubes náuticos, deportivos y sociales de La Habana, como el Habana Yacht Club (HYC) o el Country Club (CCH).

### Nombramientos y distinciones
El Gobierno de la República le nombró Asesor Técnico de las distintas Delegaciones de Cuba en los congresos y conferencias internacionales del Sector Marítimo Interamericano.
El Presidente de la República le concedió la Orden Nacional de Mérito «Carlos Manuel de Céspedes» con el rango de Caballero, en octubre de 1940. De igual manera, el ministro de Agricultura le condecoró con la Gran Cruz de la Orden del Mérito Agrícola e Industrial en 1945.
La Cámara de Comercio de la República de Cuba le rindió homenaje en mayo de 1954. Su Presidente, el Sr. Roberto Suero, le entregó el título de Presidente de Honor de la Sección de Navegación de la Cámara de Comercio y pronunció unas palabras:

[…] Y, efectivamente, no ya como miembro destacadísimo de la Cámara de Comercio de la República de Cuba, sino como promotor, impulsor y, en ocasión, único sostenedor de la marina mercante cubana. Coterillo debería ser honrado no sólo por nosotros, sino por todos los que en Cuba viven del mar, de él obtienen algún beneficio, o en él cifran alguna esperanza.

[…] pero de todas maneras, la semilla que Coterillo sembró, algún día puede que fructifique. Entretanto, consuélele la satisfacción de que, como dijera Máximo Gómez, en célebre autoalusión, de que no podría escribirse la historia de la emancipación de Cuba sin mencionársele, tampoco se podrá escribir la historia de la Marina Mercante Cubana sin mencionar el nombre de Coterillo.

En 1968, La Asociación de Armadores y Consignatarios de Buques del Puerto de Santander acordó incorporarle como Miembro Honorario de la misma, por sus méritos como armador de ultramar y en su calidad de montañés.

### Familia
Casado con Doña María Rosa de la Serna Hondal, fue padre de siete hijos: Elicia; José Luis, casado con Silvia Cuesta Gonsenheim; Gerardo, con Patricia Moore; María de la Paz, con Pedro Fernández-Setién; Eusebio, con Yolanda del Calvo; María Rosa, con José María Granda; María de los Ángeles, con Marcelo Prieto-Lavín.